# Wusong-Fort
Das Wusong-Fort bzw. die Wusong-Forts (吳淞炮臺 / 吴淞炮台) im Stadtbezirk Baoshan in Shanghai befinden sich an der Mündung des Huangpu-Flusses. 1842 bekämpften die Chinesen von dort aus die Briten. General Chen Huacheng (陈化成) wurde hier von den britischen Invasionstruppen getötet. Es ist eine der vier großen Batterien der Qing-Dynastie.